# بدر بن عبد المحسن آل سعود
الأمير بدر بن عبد المحسن بن عبد العزيز آل سعود (1368- 1445 هـ / 1949- 2024 م) شاعر سعودي عُرف على الساحة السعودية والعربية بأنه أحدُ أبرز روَّاد الحداثة الشعرية في الجزيرة العربية، له جهود كبيرة في كتابة قصائدَ غنائية رفيعة المستوى في أغراض فنية مختلفة، فضلًا عن شعره في تصوير الواقع الاجتماعي والسياسي للمملكة والعالم العربي. لقِّب بـ (فارس الكلمة) وكرَّمه خادم الحرمين الشريفين الملك سلمان بن عبد العزيز آل سعود بمنحه وشاح عبد العزيز آل سعود عام 2019.

## ولادته وتعليمه
ولد الأمير بدر بن عبد المحسن بن عبد العزيز آل سعود في الرياض، بتاريخ 4 جمادى الآخرة 1368هـ الموافق 2 أبريل 1949م، ونشأ في بيت علم وأدب، فقد كان والده الأمير عبد المحسن بن عبد العزيز آل سعود شاعرًا ومحبًّا للعلم والأدب، ولديه مكتبة ضخمة، ومجلس يؤمُّه العلماء والأدباء وكبار المفكرين، ممَّا كان له الأثرُ البالغ في حبِّ الأمير بدر للأدب والشعر.
درس المرحلة الابتدائية بين السعودية ومصر، والمتوسطة في مدرسة الملكة فكتوريا في الإسكندرية، والثانوية في الرياض، ودرس أيضًا في بريطانيا والولايات المتحدة الأمريكية.
زامل الأمير بدر بعضَ الشعراء الكبار في المملكة منهم: محمد العبد الله الفيصل، وخالد الفيصل، وخالد بن يزيد، ومحمد بن أحمد السديري، وعبد الرحمن بن مساعد بن عبد العزيز آل سعود.

## مناصبه
عُين سنة 1973 رئيسًا للجمعية السعودية للثقافة والفنون.

## أمسياته
- كانت أولى أمسيَّاته الشعرية في نادي الاتحاد السعودي بجُدَّة، تلاها أمسيَّات كثيرة في الإمارات والبحرين والرياض، وفي نادي الأهلي بجُدَّة.
- أشرف على الكثير من الأعمال الوطنية في كتابة النصوص، آخرها مهرجان الجنادرية 1439هـ.
- أقام أمسيَّة شعرية في مركز الملك عبد العزيز الثقافي العالمي "إثراء" عام 1444هـ/ 2023م، وافتتح معرِضَه الفني الأول في السعودية بعنوان "روائع البدر".[9]

## دواوينه
1. (ما ينقش العصفور في تمرة العذق) صدر عام 1989م.[10]
2. (رسالة من بدوي) صدر عام 1990م.
3. (لوحة ربما قصيدة) صدر عام 1996م.
4. (ومض) صدر عام 2010م.[11]
5. (الأعمال الشعرية) صدرت في معرِض الرياض الدولي للكتاب عام 2022م. وضمَّت خمسة دواوين هي: هام السُّحب، وشهد الحروف، ورسالة من بدوي، وما ينقش العصفور في تمرة العذق، ولوحة ربما قصيدة.[12]

## قصائده المغناة
- تعاون مع كثير من الملحنين من أبرزهم: سراج عمر، ومحمد شفيق، وسامي إحسان، وعبد الرب إدريس.
- ومن المطربين الذين تغنَّوا بقصائده: طلال مدَّاح، ومحمد عبده،[13] وعبادي الجوهر، وعبد المجيد عبد الله، وخالد عبد الرحمن، وعبد الله الرويشد، وكاظم الساهر، وصابر الرباعي، وراشد الماجد، وأصالة نصري.
- وله أعمال كثيرة مع كبار الفنانين من أشهرها:

- ليلة - عبد الرب إدريس .
- ما أطولك ليل - طلال مداح .
- الهوى لو تمنى - طلال مداح .
- عطني المحبة - طلال مداح .
- زمان الصمت - طلال مداح .
- صعب السؤال - طلال مداح .
- ليلة تمرّين - طلال مداح .
- الموعد الثاني - طلال مداح .
- زل الطرب - طلال مداح .
- الله يعلم - طلال مداح .
- يا طفلة تحت المطر - طلال مداح .
- قصت ظفايرها - طلال مداح .
- سيدي قم - طلال مداح .
- عز الكلام - طلال مداح .
- لابكا ينفع - طلال مداح .
- يا ويلاه - طلال مداح .
- تذكرتك وابي النسيان - طلال مداح .
- الاختيار - طلال مداح .
- سوالف ليل - طلال مداح .
- نجمة ونهر - طلال مداح .
- صوتك يناديني - محمد عبده.
- أبعتذر - محمد عبده.
- الرسايل - محمد عبده.
- ردي سلامي - محمد عبده.
- جمرة غضى - محمد عبده.
- كل ما أقفيت - محمد عبده.
- لا تجرحيني - محمد عبده.
- مركب الهند - محمد عبده.
- مجنونها - محمد عبده.
- وين أحب الليلة- محمد عبده.
- رسالة إلى من يهمها أمري - محمد عبده.
- أنا حبيبي - محمد عبده.
- خواف - محمد عبده.
- الفجر البعيد - محمد عبده.
- حسايف - محمد عبده.
- مرتني الدنيا - محمد عبده.
- أرفض المسافة - محمد عبده.
- عطني في هواك الصبر - محمد عبده.
- ما بقى لي قلب - محمد عبده.
- الله العالم - محمد عبده.
- بحر العيون - محمد عبده.
- وحدك - محمد عبده.
- عالي السكوت - محمد عبده.
- خريف - محمد عبده.
- رماد المصابيح - محمد عبده.
- خجل - محمد عبده.
- عمري نهر - محمد عبده.
- خضار البحر - محمد عبده.
- يا غافية قومي - محمد عبده.
- أنا سمعت اسمك - محمد عبده.
- كأنك حبيبي - عبادي الجوهر.
- على الميهاف - عبادي الجوهر.
- لليل أحبك - عبادي الجوهر.
- على النوى - عبادي الجوهر.
- كلهم راحو - عبادي الجوهر.
- المزهرية - عبادي الجوهر.
- المرايا- عبادي الجوهر.
- قال السراب - عبادي الجوهر.
- كفاك غرور - عبادي الجوهر.
- ليلهم طال - عبادي الجوهر.
- أول ليلة - عبادي الجوهر.
- سافرو ولا ودعو - عبادي الجوهر.
- سوالف رحلتي - عبادي الجوهر.
- أنا أحبك - عبادي الجوهر.
- لا من غديتي شمس - عبادي الجوهر.
- ما أبيه - عبادي الجوهر.
- السهر والخوف - عبادي الجوهر.
- ناعم يا ندى - عبادي الجوهر.
- لا تقول - عبادي الجوهر.
- ليل البعاد - عبادي الجوهر.
- مدري - عبادي الجوهر.
- تخيل - عبد المجيد عبد الله.
- موت وميلاد - عبد المجيد عبد الله.
- طفلة وطفل - عبد المجيد عبد الله.
- يطري عليه الوله - عبد الكريم عبد القادر.
- لا تجي الليله - نوال الكويتية.
- أنت ولا الموت نوال الكويتية
- وحدك لي - عبد الله الرويشد.
- نسيت الزمن - عبد الله الرويشد.
- صدقينـي - عبد الله الرويشد.
- انتي حلم - عبد الله الرويشد.
- اللي حصل - عبد الله الرويشد.
- عقد وسوار - خالد عبد الرحمن.
- على النوى - خالد عبد الرحمن
- ليل التجافي - خالد عبد الرحمن.
- عوّد الليل - خالد عبد الرحمن
- يقولون الذي كاره - خالد عبد الرحمن.
- المسافر - راشد الماجد.
- الحل الصعب - راشد الماجد
- البتول - راشد الماجد
- ناي - كاظم الساهر.
- صور - كاظم الساهر.
- الجريدة - كاظم الساهر.
- ممكن توصلني - كاظم الساهر.
- لا أنت حارس للنجوم - صابر الرباعي
- موال الشوق - نجاة الصغيرة .
- أعلق الدنيا - أصاله.
- أوقات - أصاله.
- وش كنت أقول - أصالة.
- جفن الليل - ماجد المهندس.[14]

بعض قصائده المعروفة التي لم تُغنَّ:
- في دروبي رمل

### ومن أعماله الوطنية
- فوق هام السحب - محمد عبده.
- أوبريت (الله البادي) عام 1410هـ (1990م).[15]
- أوبريت مهرجان الجنادرية 7 (وقفة حق) عام 1412هـ (1992م).[16]
- أوبريت مهرجان الجنادرية 14 (فارس التوحيد) عام 1419هـ (1999م).[17]
- أوبريت مهرجان الجنادرية 24 (وطن الشموس) عام 1430هـ (2009م).[18]
- أوبريت مهرجان الجنادرية 32 (أئمة وملوك) عام 1439هـ (2018م).[19]
- أوبريت (مملكة الحب والسلام) في حفل تدشين رؤية وِزارة الثقافة عام 1440هـ (2019م).[20]
- سيوف العز - محمد عبده.
- حدثينا يا روابي نجد - محمد عبده.
- عوافي - محمد عبده.
- عز الوطن - طلال مداح.
- صرخة - طلال مداح.
- كلنا سلمان - ديانا حداد.
- (يا دار) في افتتاح مهرجان سوق عكاظ عام 2017م.[21]
- يا طويق - عايض.[22]
- الله أحد - محمد عبده.
- أسهم في كتابة «سيمفونية البداية» العرض الأوركسترالي بمناسبة يوم التأسيس 22 فبراير 2024م بالاشتراك مع الشعراء: الأمير خالد بن فيصل بن عبد العزيز، والشاعرة نجلا المحيّا "معتزة"، والشاعر فهد عافت، والشاعر نايف صقر.[23][24]
- دارنا مثل العروس وكلنا خطابها - محمد عبده.
- من يصدق اليوم الوطني السعودي 2024 - محمد عبده.

## أسرته

### والدته
والدته هي الأميرة وضحى الحمود الفيصل الحمود العبيد الرشيد الشمَّري.

### أشقاؤه
- الأمير سعود بن عبد المحسن بن عبد العزيز آل سعود
- الأمير الوليد بن عبد المحسن بن عبد العزيز آل سعود. وله من الأبناء: عبد المحسن، وبدر، وسلطان، وعبد العزيز، وسعود الذي توفي في حادث دباب بحري في جُدة عام 2009، وخالد الذي عقد قرانه على كريمة بقيش بن هلال الجعفري.[26]

### إخوانه غير الأشقاء
في حياة والده الأمير عبد المحسن بن عبد العزيز آل سعود، تزوَّج الأمير سعد بن عبد العزيز آل سعود الأميرةَ وضحى بنت حمود بن فيصل الرشيد والدة الأمير (بدر) والأمير (سعود) وأنجبت كلًّا من:
- الأمير فيصل بن سعد بن عبد العزيز آل سعود.
- الأمير عبد العزيز بن سعد بن عبد العزيز آل سعود.

### زوجاته
- الأميرة فهدة بنت عبد الله بن عبد العزيز آل سعود (مطلقة). والدة الأميرة نورة.
- الأميرة جهير بنت سعود بن عبد العزيز آل سعود (مطلقة). والدة الأميرة لمى، والأميرة لين.
- الأميرة البندري بنت خالد بن عبد العزيز آل سعود (مطلقة). والدة الأمير خالد، والأميرة العنود، والأميرة صيتة، والأميرة بسمة، والأميرة سلمى.
- الأميرة نوف بنت عبد الله البصير. والدة الأمير سعود.
- الأميرة سارة بنت عبد العزيز بن زيد القريشي. والدة الأميرة لولوة، والأمير عبد المحسن.
- الأميرة فادية العنزي. والدة الأميرة مشاعل، والأميرة وضحى، والأميرة الجوهرة، والأمير سلطان.

### أبناؤه
- الأمير خالد بن بدر بن عبد المحسن: متزوج من الأميرة مضاوي بنت عبد الرحمن بن فهد الفيصل الفرحان آل سعود[27]
- الأمير سلطان بن بدر بن عبد المحسن.
- الأمير سعود بن بدر بن عبد المحسن.
- الأمير مشعل بن بدر بن عبد المحسن.
- الأمير عبد المحسن بن بدر بن عبد المحسن.

بناته
- الأميرة نورة بنت بدر بن عبد المحسن: متزوِّجة الأمير سعود بن محمد بن سعود الكبير، ولها من الأبناء: الأمير فهد،[28] والأمير سلطان، والأمير عبد الله، والأمير بدر، والأمير محمد، والأميرة فهدة (متزوِّجة الأمير فهد بن سعد بن محمد بن عبد العزيز آل سعود[29] ولها من البنات: الأميرة لولو، والأميرة العنود)، والأميرة دانة (متزوِّجة الأمير سلطان بن فهد بن عبد الله بن محمد آل سعود[30] ولها من الأبناء: الأمير عبد العزيز، والأميرة ياسمين، والأميرة لين، والأميرة العنود)، والأميرة لين، والأميرة العنود، والأميرة علياء.
- الأميرة لمى بنت بدر بن عبد المحسن: متزوِّجة الأمير محمد بن خالد بن عبد الله بن محمد آل سعود (متوفى)، ولها من الأبناء: الأمير خالد، والأميرة هيا، والأمير عبد الله.
- الأميرة العنود بنت بدر بن عبد المحسن: متزوِّجة الأمير سلطان بن خالد الفيصل بن عبد العزيز آل سعود، ولها من البنات: الأميرة صيتة، والأميرة ديمة، والأميرة شهد.
- الأميرة صيتة بنت بدر بن عبد المحسن: متزوِّجة رجلَ الأعمال الإماراتي خالد بن عبد الكريم الفهيم، ولها من الأبناء: فيصل، والبندري.[31]
- الأميرة بسمة بنت بدر بن عبد المحسن: متزوِّجة الأمير محمد بن فهد بن عبد الله بن محمد آل سعود، ولها من الأبناء: الأمير سعود، والأميرة الجوهرة، والأمير عبد الله، والأمير خالد، والأمير بدر.
- الأميرة لين بنت بدر بن عبد المحسن: متزوِّجة الأمير فيصل بن عبد الرحمن بن فهد الفيصل الفرحان آل سعود، ولها من الأبناء: الأمير عبد الرحمن، والأميرة صيتة، والأمير بدر.[32]

- الأميرة سلمى بنت بدر بن عبد المحسن: متزوِّجة الأمير أحمد بن فهد بن سلمان بن عبد العزيز آل سعود، ولها من الأبناء: الأميرة نوف، والأمير فهد.[33]
- الأميرة مشاعل بنت بدر بن عبد المحسن.
- الأميرة الجوهرة بنت بدر بن عبد المحسن: متزوِّجة الأمير سلطان بن جلوي بن سعود بن عبد العزيز آل سعود، ولها من البنات: الأميرة ديم.
- الأميرة وضحى بنت بدر بن عبد المحسن: متزوِّجة الأمير عبد العزيز بن تركي بن طلال بن عبد العزيز آل سعود، ولها من الأبناء الأمير عبد الله، والأمير طلال.
- الأميرة لولوة بنت بدر بن عبد المحسن.

## تكريمه وجوائزه
1. كرَّمه خادم الحرمين الشريفين الملك سلمان بن عبد العزيز آل سعود عام 2019م، بمنحه وشاح الملك عبد العزيز.[34]
2. كرَّمته منظمة الأمم المتحدة للتربية والعلم والثقافة (اليونسكو) عام 2019م، في مناسبة اليوم العالمي للشعر، تقديرًا لإسهاماته الشعرية الفنية الثقافية، التي امتدَّت أكثر من 40 عامًا.[35]
3. كرَّمته الهيئة العامة للترفيه عام 2019م، في ليلة كان عنوانها (ليلة الأمير بدر بن عبد المحسن: نصف قرن والبدر مكتمل). وقد أعلن رئيسُ مجلس إدارة الهيئة العامَّة للترفيه تركي بن عبد المحسن آل الشيخ تسميةَ المسرح المبني لهذه المناسبة باسم مسرح الأمير بدر بن عبد المحسن.[36]
4. أعلنت هيئة الأدب والنشر والترجمة في مارس 2021 م، عزمها على جمع الأعمال الأدبية الكاملة للأمير بدر بن عبد المحسن ونشرها؛ تنفيذًا لتوجيه وزير الثقافة السعودي الأمير بدر بن عبد الله بن فرحان، وذلك تقديرًا لإسهاماته في الحَراك الإبداعي السعودي على مدار خمسة عقود.[37]
5. كُرِّم في ختام مهرجان القرين الثقافي في دولة الكويت، في مارس 2023 م، في دورته الـ 28 باختياره شخصية المهرجان.[38][39]
6. وجه الملك سلمان بن عبد العزيز في 2 يونيو 2024م بإطلاق اسم بدر بن عبد المحسن على أحد طرق مدينة الرياض.[40]

## صدر عنه
- «مسارب ضوء البدر: قراءة في تجرِبة الأمير بدر بن عبد المحسن الشعرية» تأليف: إبراهيم الشتوي، صدر عام 2012م.[41]
- في اليوم الوطني السعودي 94 لعام 2024م أصدر الفنان محمد عبده أغنية وطنية جديدة من ألحانه وكلمات الأمير بدر بن عبد المحسن تحمل اسم "من يصدق" وفاءً منه لصديقه ورفيق دربه.[42]

## وفاته
توفي الأمير بدر بن عبد المحسن بن عبد العزيز آل سعود في باريس، يوم السبت 25 شوال 1445هـ الموافق 4 مايو 2024م، عن عمر ناهز الخامسة والسبعين بعد صراع مع المرض. ووُريَ في الثرى في مقبرة العود، بعد الصلاة عليه في جامع الإمام تركي بن عبد الله في مدينة الرياض في اليوم التالي الأحد 26 شوال 1445هـ الموافق 5 مايو 2024، وتقدَّم المصلِّين عليه الأمير فيصل بن بندر بن عبد العزيز آل سعود أمير منطقة الرياض.